# Irina Wjatscheslawowna Slawina

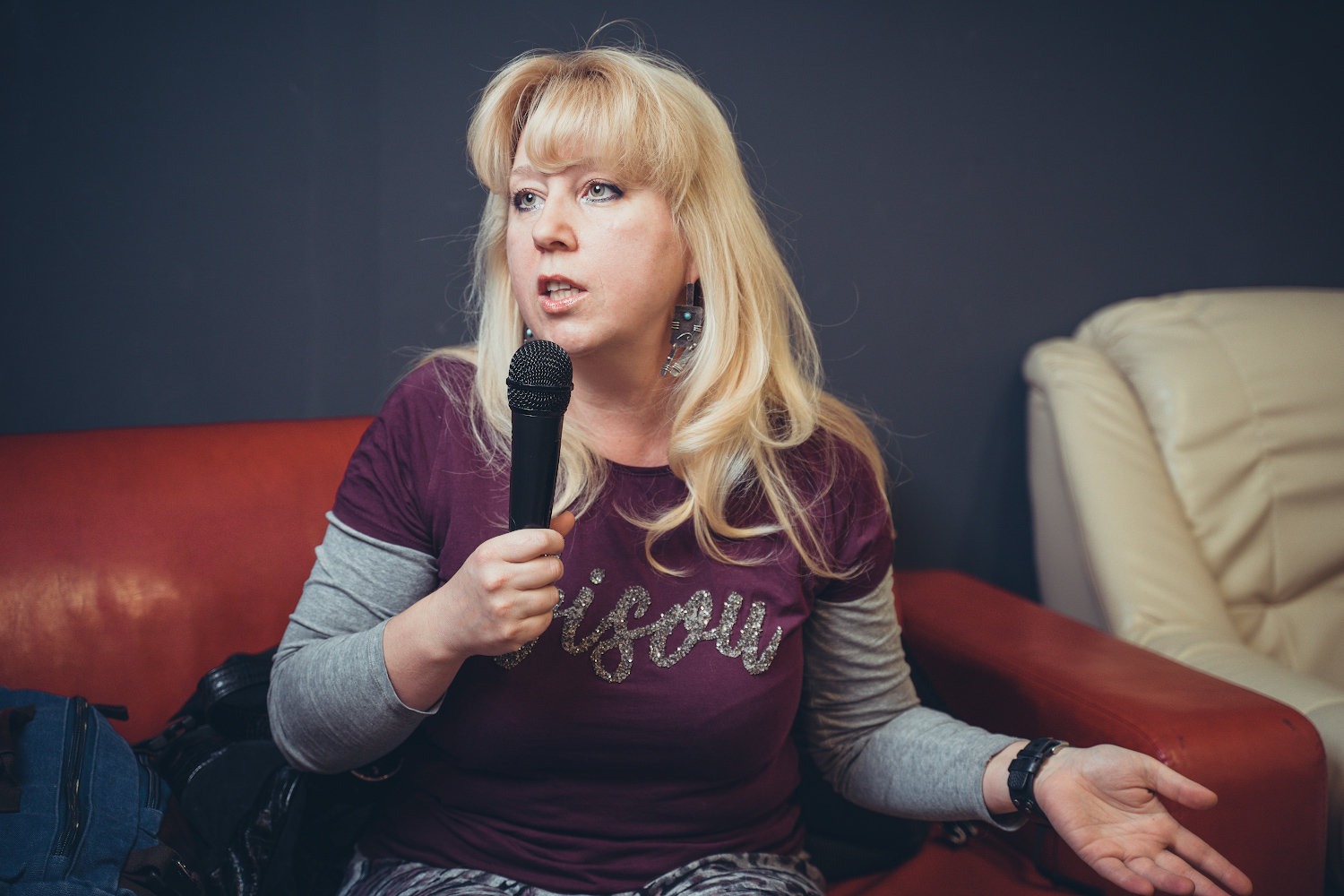
Irina Slawina (Mai 2019)

Irina Wjatscheslawowna Murachtajewa (russisch Ирина Вячеславовна Мурахтаева; geb. Kolebanowa; * 8. Januar 1973 in Gorki, Russische Sozialistische Föderative Sowjetrepublik; † 2. Oktober 2020 in Nischni Nowgorod), bekannt unter ihrem journalistischen Pseudonym Irina Slawina, war eine russische Journalistin aus der Stadt Nischni Nowgorod und Chefredakteurin der Koza.Press.
Am 2. Oktober 2020 tötete sie sich durch Selbstverbrennung.

## Soziale Aktivität
Laut Current Time TV verhängte ein Gericht in Nischni Nowgorod im März 2019 eine Geldstrafe gegen Slawina in Höhe von 20.000 Rubel (etwa 220 Euro). Sie wurde für schuldig befunden, einen unkoordinierten Marsch zum Gedenken an den 2015 in Moskau ermordeten liberalen Politiker Boris Nemzow organisiert zu haben.
Im Herbst 2019 verhängte das Gericht von Nischni Nowgorod gegen Slawina eine Geldstrafe von 70.000 Rubel (900 Euro) wegen Verstoßes gegen ein zu der Zeit neu in Kraft getretenes Gesetz, das „respektlose“ Äußerungen gegen den russischen Staat und die Gesellschaft (Teil 3 von Artikel 20.1 des Verwaltungsgesetzbuchs) unter Strafe stellt. Zuvor hatte sie auf Facebook über eine Stalin-Gedenktafel geschrieben.
Im Juni 2020 wurde Slawina mit einer Geldstrafe von umgerechnet 700 Euro „wegen Verbreitung absichtlich falscher Informationen“ (Teil 9 von Artikel 13.15 des Verwaltungsgesetzbuchs der Russischen Föderation) über COVID-19 belegt. Sie hatte über einen Kampfsporttrainer berichtet, der trotz Corona-Infizierung Menschen traf.
Im Juli 2020 wurde Slawina mit einer Geldstrafe belegt, weil sie Informationen über das Free People-Forum veröffentlicht hatte.

## Politische Aktivität
Im Juni 2016 führte Slawina zusammen mit Aschat Kajumow und Andrei Chomov die Liste der Jabloko-Partei bei den Wahlen zur gesetzgebenden Versammlung des Oblast Nischni Nowgorod an.
Als Kandidatin der Yabloko-Partei nahm sie 2016 an den Wahlen zur Staatsduma der Russischen Föderation im Einmandatsbezirk Priokski des Oblast Nischni Nowgorod teil und belegte mit 3.468 Stimmen oder 1,28 % den 8. Platz von 10.

## Journalistische Aktivitäten
2015 gründete und leitete sie als Herausgeberin, Chefredakteurin, Reporterin in einer Person die regionale Netzwerkausgabe „Koza.Press“, die sich mit den sozialen und politischen Ereignissen des Oblast Nischni Nowgorod befasste. Zuvor hatte sie dreimal ihre Anstellung verloren, weil sie sich laut Berichten nicht mit der Zensur abfinden wollte.
Sie schrieb über Korruption und die Verfolgung Oppositioneller. Laut eigener Aussage verbrachte sie „mehr Zeit in Gerichten als mit eigener Arbeit“.
Irina Murachtaeva verwendete das Pseudonym Irina Slawina für ihre journalistischen Aktivitäten.

## Selbstverbrennung

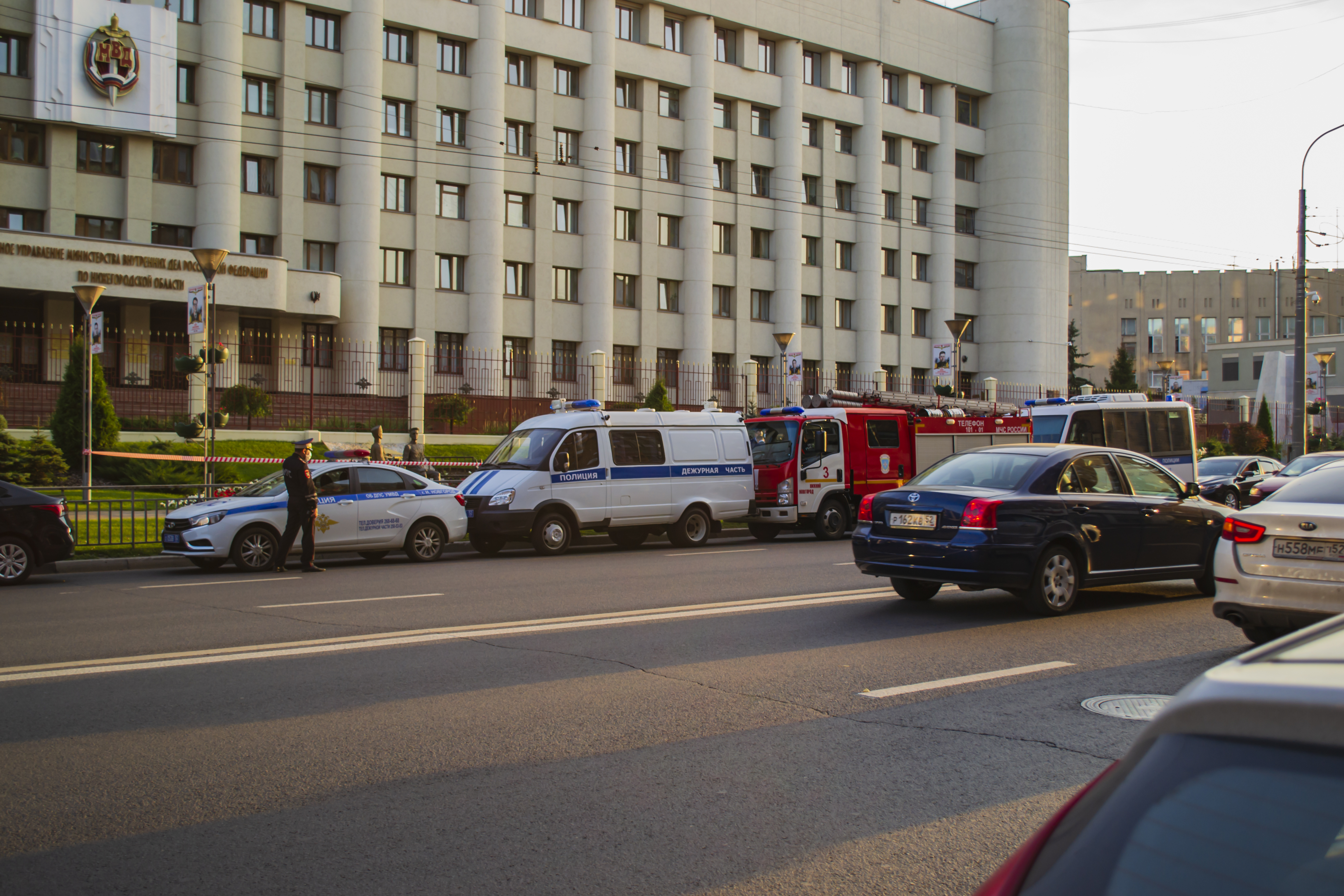
Einsatzfahrzeuge und Polizei in der Nähe des Gebäudes des Polizeihauptquartiers für das Oblast Nischni Nowgorod

Am 2. Oktober 2020, um 15:30 Uhr (UTC +3), starb Slawina durch Selbstverbrennung vor dem Polizeihauptquartier für den Oblast Nischni Nowgorod (gegenüber der U-Bahn-Station Gorkowskaja). In ihrem letzten Beitrag auf Facebook gab Slawina die Schuld an ihrem Tod der Russischen Föderation.
Am Tag zuvor war das Haus von Slawina im Rahmen eines Strafverfahrens (gegen eine Organisation von Michail Chodorkowski), bei dem sie lediglich als Zeugin fungieren sollte, durchsucht worden. Material und Broschüren zu der Organisation „Offenes Russland“ fanden die Beamten laut Slawina nicht. Doch hätten die Ermittler, laut einem Kommentar von Slawina auf Facebook, USB-Sticks, Telefone, Computer, Notizblöcke, Laptops von ihr und ihrer Tochter beschlagnahmt.

### Reaktionen
In der Stadt fand ein Treffen zum Gedenken an Slawina statt. Ihre Selbstverbrennung erregte die Aufmerksamkeit sowohl der russischen als auch der ausländischen Presse. Beobachter stellten fest, dass die Verfolgung unabhängiger Journalisten in Russland mit dem Wunsch der Behörden verbunden ist, sich vor Kritik zu schützen. Bald nach der Veröffentlichung der Nachricht vom Tod von Slawina wurde ihre Website wegen des Zustroms von Besuchern geschlossen.
Die lokalen russischen Behörden erklärten, dass es „keine Grundlage“ gebe, Slawinas Tod mit Polizeirazzien in Verbindung zu bringen, und erklärten, dass sie nur Zeugin und keine Verdächtige in der Untersuchung gewesen sei.
Oppositionsführer Alexei Nawalny erklärte: „Unter politischer Anklage wurde ein Strafverfahren gegen Slawina eingeleitet. Gestern wurde ihr Haus durchsucht, Türen wurden aufgesägt und Computer beschlagnahmt … Sie haben sie absolut zum Selbstmord getrieben.“ Der Kremlkritiker Ilja Jashin erklärte: „Alle diese Fälle, in denen sich die Polizei amüsiert, diese Shows von Männern in Masken – das sind keine Spiele. Die Regierung bricht die Menschen wirklich psychisch.“

## Privatleben
Slawina war verheiratet und hinterlässt eine Tochter.

## Audio
- Verzweiflungstat in Nischnij Nowgorod – Russische Journalistin zündete sich an. 4.27 Minuten Audio, von Thielko Grieß, Deutschlandfunk Informationen am Morgen. 5. Oktober 2020 um 6.24 Uhr